# 溫斯洛 (白金漢郡)
溫斯洛是英格蘭白金漢郡的一個城市和民政教區。溫斯洛人口約有4,400人。